# سوفوريا

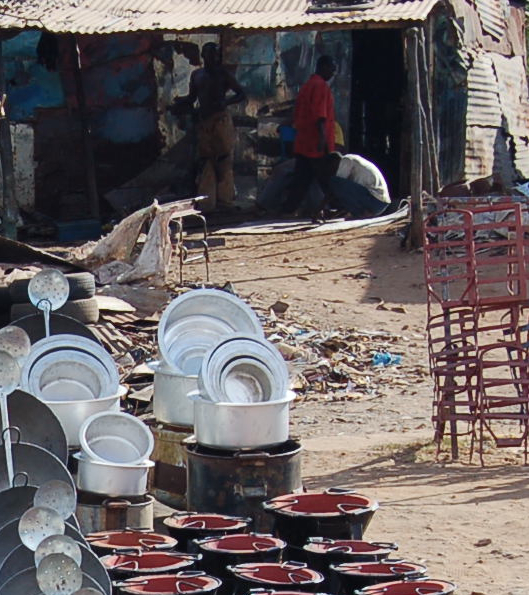
أحجام مختلفة من سوفوريا (في الوسط) معروضة مع مواقد الفحم (في المقدمة) في متجر لتصنيع المعادن في ماليندي، كينيا.

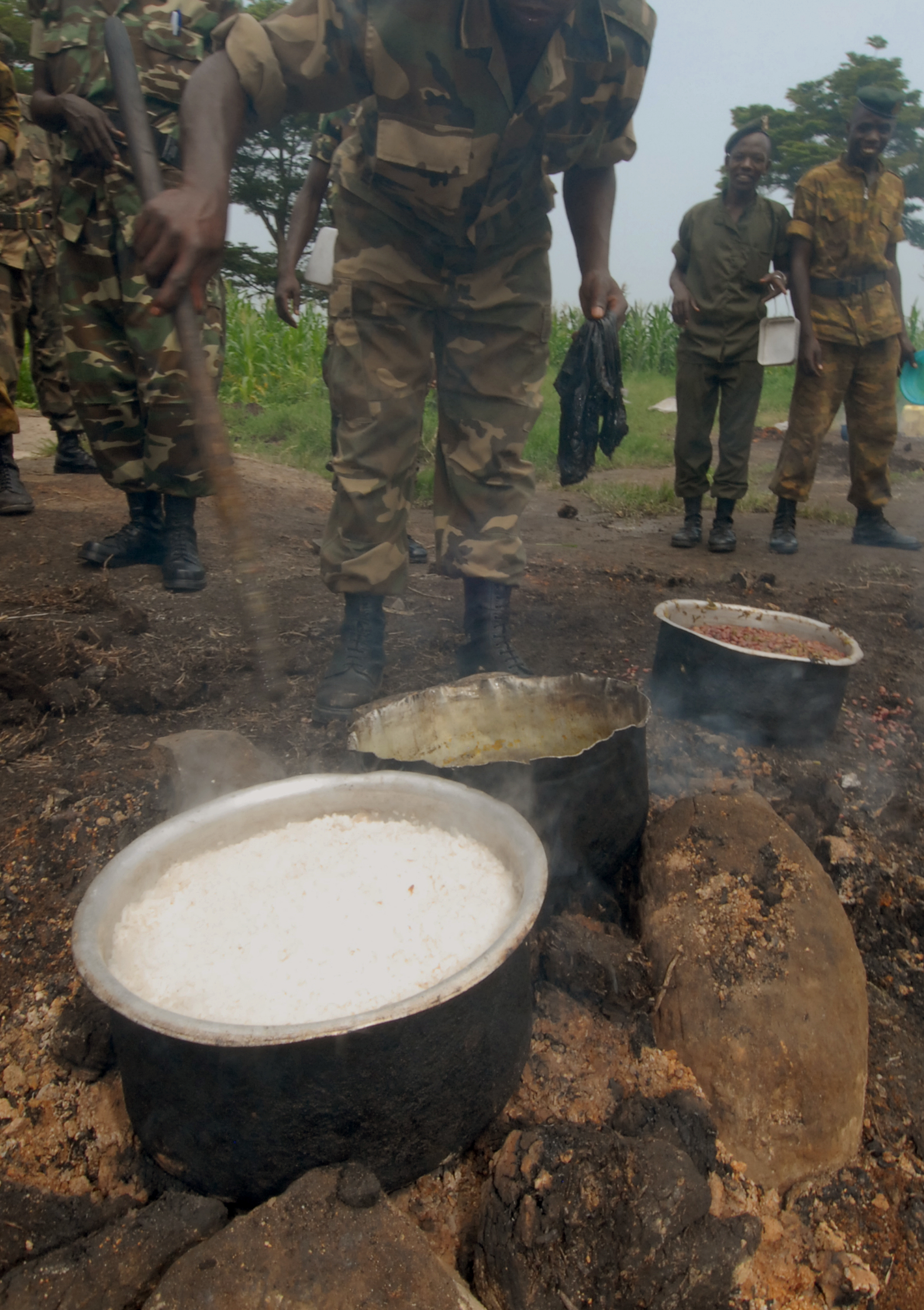
جنود بورونديون يطبخون في سوفوريا على نار مفتوحة.

سوفوريا (بالسواحلية: sufuria، وجمعها في الإنجليزية: sufurias) هي كلمة من اللغة السواحلية، المعتمدة في البحيرات العظمى الأفريقية المحلية، وهى مجموعة منوعة في اللغة الإنجليزية، لوعاء أو قدر طبخ ذو قاعدة مسطحة، جوانب عميقة، حافة وبدون مقبض. وهى موجودة في كل مكان في كينيا، تنزانيا وغيرها من دول البحيرات العظمى الكبرى. كبديل للأوعية الفخارية التقليدية ek fara، يتم استخدامها في العديد من المنازل الكينية للطهي وتقديم الطعام وتخزينه. تُصنع معظم السوفوريات اليوم من الألومنيوم، ويتم إنتاجها وشرائها محليًا ضمن الإقتصاد غير الرسمى. تم استخدام سوفوريا تقليديًا للطهي على النار في الهواء الطلق، أو كانون (موقد) الفحم jiko أو الفحم، ويتم شراؤها بأحجام مختلفة، مع أغطية أو بدون.